# Azor Matusiwa
Azor Matusiwa (Hilversum, 28 aprile 1998) è un calciatore olandese, centrocampista dell'Ipswich Town.

## Caratteristiche tecniche
È un mediano.

## Carriera
Ha iniziato a giocare a calcio nel club Vasmer nel suo nativo Hilversum. Nel 2013, si è trasferito all'Accademia Ajax di Amsterdam e due anni dopo ha firmato un contratto triennale con il club.
Cresciuto nel settore giovanile del PSV, ha esordito in prima squadra il 6 maggio 2018 disputando l'incontro di Eredivisie vinto 2-1 contro l'Excelsior.
Nel gennaio del 2019 è stato ceduto in prestito al De Graafschap. Gioca 16 partite di campionato e il 7 giugno viene ceduto al Groningen.

### Nazionale
Ha giocato nelle nazionali giovanili olandesi Under-16 ed Under-21.

## Statistiche

### Presenze e reti nei club
Statistiche aggiornate al 3 gennaio 2025.
| Stagione             | Squadra              | Campionato           | Campionato | Campionato | Coppe nazionali | Coppe nazionali | Coppe nazionali | Coppe continentali | Coppe continentali | Coppe continentali | Altre coppe | Altre coppe | Altre coppe | Totale | Totale |
| Stagione             | Squadra              | Comp                 | Pres       | Reti       | Comp            | Pres            | Reti            | Comp               | Pres               | Reti               | Comp        | Pres        | Reti        | Pres   | Reti   |
| -------------------- | -------------------- | -------------------- | ---------- | ---------- | --------------- | --------------- | --------------- | ------------------ | ------------------ | ------------------ | ----------- | ----------- | ----------- | ------ | ------ |
| 2016-2017            | Jong Ajax            | EED                  | 3          | 0          | -               | -               | -               | -                  | -                  | -                  | -           | -           | -           | 3      | 0      |
| 2017-2018            | Jong Ajax            | EED                  | 24         | 0          | -               | -               | -               | -                  | -                  | -                  | -           | -           | -           | 24     | 0      |
| 2018-2019            | Jong Ajax            | EED                  | 3          | 0          | -               | -               | -               | -                  | -                  | -                  | -           | -           | -           | 3      | 0      |
| Totale Jong Ajax     | Totale Jong Ajax     | Totale Jong Ajax     | 30         | 0          |                 | -               | -               |                    | -                  | -                  |             | -           | -           | 30     | 0      |
| 2017-2018            | Ajax                 | ED                   | 1          | 0          | CO              | 0               | 0               | UCL+UEL            | -                  | -                  | -           | -           | -           | 1      | 0      |
| 2018-gen. 2019       | Ajax                 | ED                   | 0          | 0          | CO              | 0               | 0               | UCL                | -                  | -                  | -           | -           | -           | 0      | 0      |
| Totale Ajax          | Totale Ajax          | Totale Ajax          | 1          | 0          |                 | 0               | 0               |                    | -                  | -                  |             | -           | -           | 1      | 0      |
| gen.-giu. 2019       | De Graafschap        | ED                   | 16+4       | 0          | CO              | 0               | 0               | -                  | -                  | -                  | -           | -           | -           | 20     | 0      |
| 2019-2020            | Groningen            | ED                   | 23         | 0          | CO              | 1               | 0               | -                  | -                  | -                  | -           | -           | -           | 24     | 0      |
| 2020-2021            | Groningen            | ED                   | 22+1       | 0          | CO              | 1               | 0               | -                  | -                  | -                  | -           | -           | -           | 24     | 0      |
| lug.-ago. 2021       | Groningen            | ED                   | 3          | 0          | CO              | 0               | 0               | -                  | -                  | -                  | -           | -           | -           | 3      | 0      |
| Totale Groningen     | Totale Groningen     | Totale Groningen     | 48+1       | 0          |                 | 2               | 0               |                    | -                  | -                  |             | -           | -           | 51     | 0      |
| 2021-2022            | Stade Reims          | L1                   | 29         | 1          | CF              | 1               | 0               | -                  | -                  | -                  | -           | -           | -           | 30     | 1      |
| 2022-2023            | Stade Reims          | L1                   | 30         | 0          | CF              | 1               | 0               | -                  | -                  | -                  | -           | -           | -           | 31     | 0      |
| 2023-gen. 2024       | Stade Reims          | L1                   | 16         | 1          | CF              | 1               | 0               | -                  | -                  | -                  | -           | -           | -           | 17     | 1      |
| Totale Stade Reims   | Totale Stade Reims   | Totale Stade Reims   | 75         | 2          |                 | 3               | 0               |                    | -                  | -                  |             | -           | -           | 78     | 2      |
| gen.-giu. 2024       | Rennes               | L1                   | 12         | 0          | CF              | 2               | 0               | UEL                | 2                  | 0                  | -           | -           | -           | 16     | 0      |
| 2024-2025            | Rennes               | L1                   | 15         | 0          | CF              | 1               | 0               | -                  | -                  | -                  | -           | -           | -           | 16     | 0      |
| Totale Stade Rennais | Totale Stade Rennais | Totale Stade Rennais | 27         | 0          |                 | 3               | 0               |                    | 2                  | 0                  |             | -           | -           | 32     | 0      |
| Totale carriera      | Totale carriera      | Totale carriera      | 202        | 2          |                 | 8               | 0               |                    | 2                  | 0                  |             | -           | -           | 212    | 2      |